# The Bad Seed (film)
The Bad Seed – amerykański film z 1956 roku w reżyserii Mervyna LeRoya. Adaptacja sztuki scenicznej autorstwa Maxwella Andersona opartej na powieści Złe nasiono Williama Marcha. 

## Nagrody i nominacje
| Nazwa nagrody | Wygrane                                            | Nominacje |
| ------------- | -------------------------------------------------- | --- |
| Oscar         | 1957 bez rezultatu                                 | 1957 Najlepsza aktorka pierwszoplanowa Nancy Kelly Najlepsza aktorka drugoplanowa Eileen Heckart Najlepsza aktorka drugoplanowa Patty McCormack Najlepsze zdjęcia - filmy czarno-białe Harold Rosson |
| Złoty Glob    | 1957 Najlepsza aktorka drugoplanowa Eileen Heckart | 1957 Najlepsza aktorka drugoplanowa Patty McCormack |